# 鈍吻副獅子魚
鈍吻副獅子魚（学名：Paraliparis obtusirostris）為輻鰭魚綱鮋形目杜父魚亞目獅子魚科的其中一種，分布於東印度洋塔斯馬尼亞島東北部海域，棲息深度1270-1290公尺，體長可達13.7公分，為深海底棲性魚類，屬肉食性，生活習性不明。
其种加词“obtusirostris”意为“钝吻的”。